# Katarzyna Tosio
Katarzyna Eliza Tosio (ur. 3 września 1880 w Sieradzu, zm. 1959 w Warszawie) – polska nauczycielka i działaczka ewangelicko-reformowana. Autorka śpiewników i tłumaczka pieśni religijnych oraz pierwsza kobieta redaktorka prasy chrześcijańskiej. Pierwsza kobieta pełniąca funkcję ogólnokościelną oraz funkcję katechety w Kościele Ewangelicko-Reformowanym w Polsce.

## Życiorys

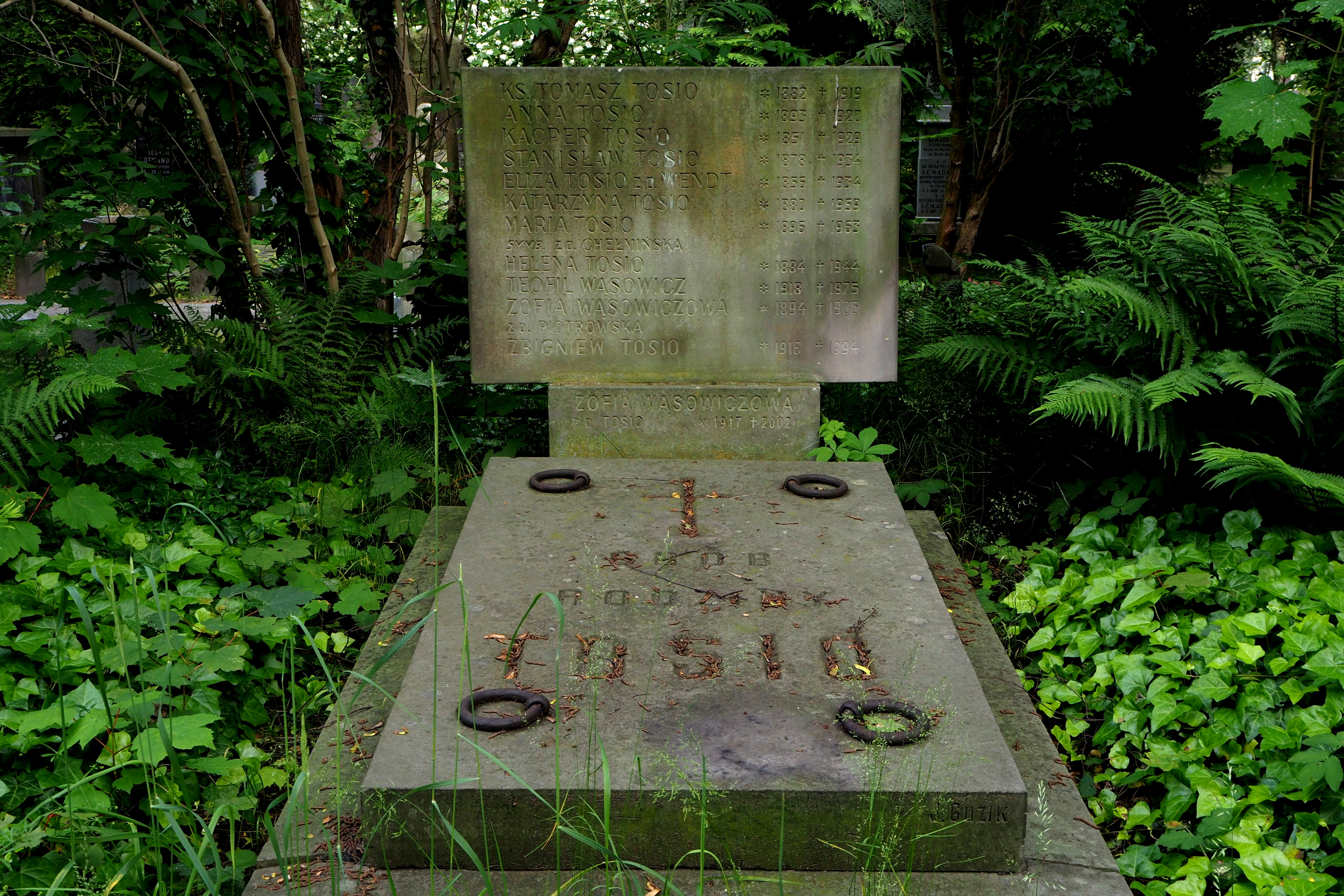
Grób Katarzyny Tosio na Cmentarzu ewangelicko-reformowanym w Warszawie

Była córką Kacpra i Elizy z Wendtów. Rodzina Tosio pochodziła ze Szwajcarii i była mocno zaangażowana w życie kościelne i religijne. Jej ojciec Kacper Tosio (1851–1929) był między innymi członkiem kolegium kościelnego warszawskiej parafii, radcą i prezesem konsystorza. Młodszy brat Katarzyny, Tomasz Tosio (1881–1919) był pastorem, zaś kuzynka Mary Tosio (1875–1952) była diakonisą i przełożoną warszawskiego diakonatu.  
Wykształcenie uzyskała w Grenoble we Francji w zakresie języka i literatury francuskiej. Po powrocie do Polski pracowała w prywatnych i państwowych gimnazjach żeńskich w Warszawie jako nauczyciel języka francuskiego i niemieckiego. 
Związana była z warszawskim zborem ewangelicko-reformowanym. 17 czerwca 1924 roku Synod Kościoła Ewangelicko-Reformowanego w Polsce na prośbę ks. Władysława Semadeniego powołał ją na katechetkę w szkołach publicznych oraz do pomocy duchownym Kościoła w misji wewnętrznej (była pierwszą kobietą, która sprawowała funkcję ogólnokościelną oraz pierwszą kobietą-katechetą). Opracowała dwa śpiewniki kościelne. Dokonała także licznych przekładów pieśni religijnych z języków obcych. 
W latach 1926–1927 wydawała wraz z ks. Kazimierzem Ostachiewiczem pismo pt. Żagiew Chrystusowa, a następnie w latach 1929–1933 była redaktorką naczelną ogólnopolskiego czasopisma ekumenicznego Szkoła Niedzielna.
Okupację niemiecką spędziła w Warszawie. Według ustnych, niepotwierdzonych informacji, po 1945 roku ks. Stefan Skierski rozważał ordynowanie Katarzyny Tosio na pastorkę, do czego ostatecznie nie doszło ze względu na brak zainteresowania taką możliwością ze strony samej Tosio.
Zmarła 19 grudnia 1959. Została pochowana na cmentarzu ewangelicko-reformowanym na Woli w Warszawie (kwatera K1-1-3).

## Wybrana bibliografia autorska
- Nos causeries, nos lectures et nos exercises français. 1, Vocabulaire (M. Arct, Warszawa, 1918)
- Pieśni ewangeliczne (Komitet Zjednoczenia Chrześcijan Ewangelickich w Polsce, 1936) opracowanie
- Zbiór pieśni duchownych i psalmów dla wyznawców ewangelicko-reformowanych (1931) opracowanie